# Tom Miller (artiste)
Pour les articles homonymes, voir Tom Miller et Miller.
Tom Miller, né le 26 juillet 1913 à Midland (Ontario) et décédé en septembre 2004, est un peintre et illustrateur américain.

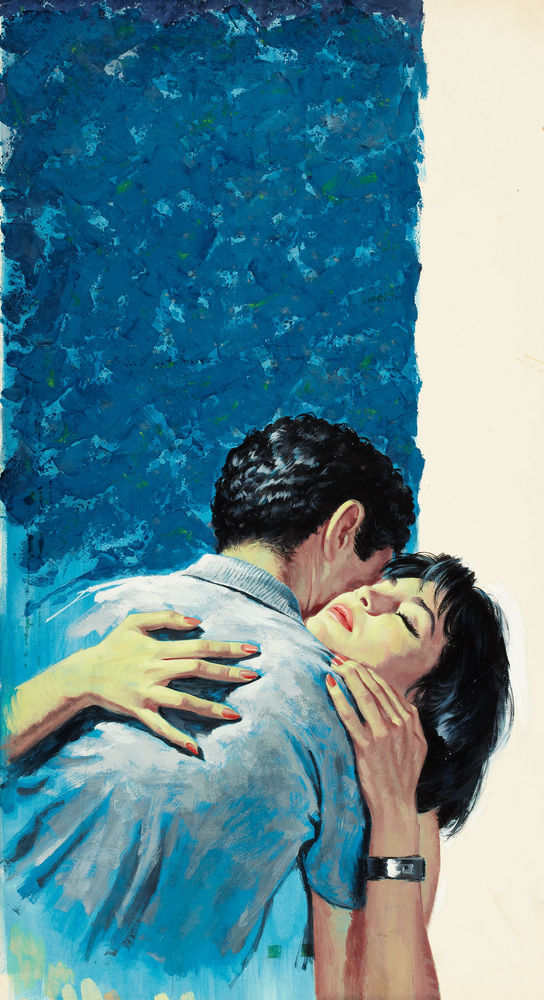
Cracked in The Mirror (Tom Miller, 1960)